# Sasza Blonder
Aleksander (Sasza) Blonder (Szaje Blonder, ps. André Blondel, ur. 27 maja 1909 w Czortkowie, zm. 22 czerwca 1949 w Paryżu) – polski malarz pochodzenia żydowskiego.
Po raz pierwszy wyjechał do Paryża w roku 1926.
Studiował architekturę 1930–1932 w École nationale supérieure des beaux-arts w Paryżu i 1932–1936 malarstwo w Akademii Sztuk Pięknych w Krakowie u Teodora Axentowicza, Władysława Jarockiego i Fryderyka Pautscha. Był członkiem Grupy Krakowskiej i w latach 1933–1937 brał udział w jej wystawach. W 1935 współpracował z żydowskim teatrem dziecięcym w Bielsku-Białej. W 1936 zamieszkał na krótko w Warszawie.
W 1937 założył w Paryżu własną pracownię i przyjął pseudonim André Blondel. Uczestniczył w Wystawie Światowej 1937. W 1939 powołany do wojska polskiego we Francji. Zwolniony ze służby w 1940 zamieszkał w Tuluzie. W latach 1940–1942 przebywał w Carcassonne na południu Francji. Związany z francuskim ruchem oporu. W 1943 poślubił Louise Bonfils. W 1944 urodziła się im córka Helena, a w 1945 syn Marc. W 1948 zamieszkał w Paryżu. Zginął w wypadku w 1949 - wypadł z okna mieszkania, w którym wykonywał dekoracje malarskie.
Jego twórczość malarska przemieniała się od koloryzmu, poprzez abstrakcjonizm do form nieco surrealistycznych. Posiadał awangardowe poglądy dotyczące sztuki, łączył je z ideologią komunistyczną. Tematyką jego dzieł były głównie martwe natury, pejzaże, ale też kompozycje figuralne. W swej pracy artystycznej nie stronił od tematyki żydowskiej.